# Vanessa Amorosi
Vanessa Amorosi (nascida em 1981) é uma cantora e compositora australiana.

## Biografia
Nascida em Melbourne, aos doze anos de idade começou a se apresentar em shopping centers e shows localmente, sob a supervisão de sua família. Foi descoberta por Jack Strom numa apresentação no Matrioshka, um restaurante russo em Carnegie, e assinou um contrato de gravação, em 1997. Depois de assinar com a MarJac Productions (co-propriedade de Mark Holden e Jack Strom) e gravar um disco promocional intitulado Get Here, ela assinou um contrato com a Transistor Music Australia.
Em 1999, lançou seu primeiro single "Have a Look", que chegou ao top 20 na parada de sucesso na Austrália e ganhou disco de ouro no país. Lançou seu álbum de estreia em 2000, intitulado The Power, que estreou na primeira posição nas paradas da Austrália. Amorosi recebeu seis indicações ao ARIA Awards no ano 2000, e o álbum foi indicado para "Melhor Artista Feminino" e "Melhor Lançamento Pop" no ARIA Awards de 2001.
Seu maior público foi em setembro de 2000 com apresentações nas cerimônias de abertura e de encerramento dos Jogos Olímpicos de Sydney e nos Jogos Paraolímpicos. Na cerimônia de abertura dos Jogos Olímpicos de Verão, cantou a canção "Heroes Live Forever".

## Discografia

### Álbuns de estúdio
- 2000 - The Power
- 2002 - Change
- 2008 - Somewhere in the Real World
- 2009 - Hazardous

### Coletâneas
- 2001 - Turn to Me
- 2005 - The Best of Vanessa Amorosi

### Singles
| Ano                                                                                              | Canção                                          | Posições nas paradas musicais | Posições nas paradas musicais | Posições nas paradas musicais | Posições nas paradas musicais | Posições nas paradas musicais | Certificação (vendas limiares) | Álbum                               |
| Ano                                                                                              | Canção                                          | AUS                           | AUT                           | ALE                           | SUI                           | RU                            | Certificação (vendas limiares) | Álbum                               |
| ------------------------------------------------------------------------------------------------ | ----------------------------------------------- | ----------------------------- | ----------------------------- | ----------------------------- | ----------------------------- | ----------------------------- | ------------------------------ | ----------------------------------- |
| 1999                                                                                             | "Have a Look"                                   | 13                            | —                             | 73                            | 72                            | —                             | - AUS: Ouro                    | The Power                           |
| 1999                                                                                             | "Absolutely Everybody"                          | 6                             | 3                             | 5                             | 8                             | 7                             | - AUS: Platina - ALE: Ouro     | The Power                           |
| 2000                                                                                             | "Shine"                                         | 4                             | 46                            | 38                            | 19                            | —                             | - AUS: Platina                 | The Power                           |
| 2000                                                                                             | "The Power"                                     | 8                             | —                             | —                             | —                             | —                             | - AUS: Ouro                    | The Power                           |
| 2000                                                                                             | "Everytime I Close My Eyes"                     | 8                             | 11                            | 23                            | 73                            | —                             | - AUS: Ouro                    | The Power                           |
| 2001                                                                                             | "Champagne, Champagne (Absolument Fabuleux)"[b] | —                             | —                             | —                             | —                             | —                             |                                | Absolument Fabuleux (trilha sonora) |
| 2001                                                                                             | "Turn to Me"                                    | 80                            | —                             | —                             | —                             | —                             |                                | Turn to Me                          |
| 2002                                                                                             | "One Thing Leads 2 Another"                     | —                             | —                             | 67                            | 62                            | —                             |                                | Change                              |
| 2002                                                                                             | "Spin (Everybody's Doin' It)"                   | 34                            | —                             | —                             | —                             | —                             |                                | Change                              |
| 2003                                                                                             | "True to Yourself"                              | —                             | —                             | 99                            | —                             | —                             |                                | Change                              |
| 2007                                                                                             | "Kiss Your Mama!"                               | 15                            | —                             | —                             | —                             | —                             |                                | Somewhere in the Real World         |
| 2008                                                                                             | "Perfect"                                       | 4                             | —                             | —                             | —                             | —                             | - AUS: Platina                 | Somewhere in the Real World         |
| 2008                                                                                             | "The Simple Things (Something Emotional)"       | 36                            | —                             | —                             | —                             | —                             |                                | Somewhere in the Real World         |
| 2009                                                                                             | "The Letter" (com Hoobastank)                   | 39                            | —                             | —                             | —                             | —                             |                                | For(n)ever                          |
| 2009                                                                                             | "This Is Who I Am"                              | 1                             | —                             | —                             | —                             | —                             | - AUS: 2× platina              | Hazardous                           |
| 2009                                                                                             | "Hazardous"                                     | 29                            | —                             | —                             | —                             | —                             |                                | Hazardous                           |
| 2010                                                                                             | "Mr. Mysterious"                                | 4                             | —                             | —                             | —                             | —                             | - AUS: Platina                 | Hazardous                           |
| 2010                                                                                             | "Off on My Kiss"                                | —                             | —                             | —                             | —                             | —                             |                                | Hazardous                           |
| 2010                                                                                             | "Holiday"                                       | —                             | —                             | —                             | —                             | —                             |                                | Hazardous                           |
| "—" denota singles lançados que não entraram nas paradas musicais ou não foram lançados no país. |                                                 |                               |                               |                               |                               |                               |                                |                                     |

Notas
- b ^ Lançada como single apenas na França.[19]

## Prêmios e indicações
| Ano  | Cerimônia              | Categoria                             | Indicação para         | Resultado |
| ---- | ---------------------- | ------------------------------------- | ---------------------- | --------- |
| 2000 | ARIA Awards            | Single Mais Vendido                   | "Absolutely Everybody" | Indicado  |
| 2000 | ARIA Awards            | Melhor Artista Feminino               | "Absolutely Everybody" | Indicado  |
| 2000 | ARIA Awards            | Melhor Lançamento Pop                 | "Absolutely Everybody" | Indicado  |
| 2000 | ARIA Awards            | Artista Revelação - Single            | "Have a Look"          | Indicado  |
| 2000 | ARIA Awards            | Álbum Mais Vendido                    | The Power              | Indicado  |
| 2000 | ARIA Awards            | Artista Revelação - Álbum             | The Power              | Indicado  |
| 2001 | ARIA Awards            | Melhor Artista Feminino               | The Power              | Indicado  |
| 2001 | ARIA Awards            | Melhor Lançamento Pop                 | The Power              | Indicado  |
| 2001 | APRA Music Awards      | Most Performed Australian Work        | "Shine"                | Venceu    |
| 2009 | APRA Music Awards      | Most Played Australian Work           | "Perfect"              | Indicado  |
| 2010 | ARIA No.1 Chart Awards | Canção que chegou à primeira posição. | "This Is Who I Am"     | Venceu    |